# Раденський Врх
Раденський Врх (словен. Radenski Vrh) — поселення в общині Раденці, Помурський регіон, Словенія. Висота над рівнем моря: 300 м.